# La Nuit des hulottes (roman)
Pour les articles homonymes, voir La Nuit des hulottes.
La Nuit des hulottes est un roman de Gilbert Bordes paru le 29 août 1991 aux éditions Robert Laffont et ayant reçu le tout premier Grand prix RTL–Lire en 1992. Ce roman a été adapté pour la télévision dans le téléfilm homonyme réalisé par Michaëla Watteaux en 1999.

## Réception critique
Le roman obtient en 1992, le premier Grand prix RTL–Lire. Il reçoit également le premier prix Ouest 1992 délivré dans le cadre du Printemps du livre de Montaigu.

## Éditions
- Éditions Robert Laffont, 1991  (ISBN 978-2221072097).
- Éditions Pocket, 1993, rééd. 2005, 334 p.,  (ISBN 978-2266053334).